# بیمارستان عمومی جورج تاون
بیمارستان عمومی جورج تاون (به لاتین: Georgetown Public Hospital) یک بیمارستان در گویان است که در جرج‌تاون واقع شده‌است.